# Edifício Metrópole
O Edifício Metrópole é um edifício histórico situado no Rio de Janeiro.

## História
O edifício foi erguido por José Maria Fernandes, um empresário de origem espanhola, em um terreno onde no início do século XX funcionava um parque de diversões e no qual, em 1922, foi erguido o pavilhão do Japão por ocasião da Exposição Internacional do Centenário da Independência. Já nos primeiros anos da década de 1930, o imóvel foi dividido entre os seus herdeiros.
Ao longo dos anos, o edifício abrigou os escritórios de várias grandes empresas, como a companhia aérea Pan Am, e de algumas embaixadas.

## Descrição
O edifício, localizado na Avenida Presidente Wilson, no Centro do Rio de Janeiro, apresenta um estilo eclético. Possui uma planta em forma de "U" e quatorze andares.